# 張可前
张可前，字箸汉，湖北江陵人。清朝政治人物、同進士出身。

## 生平
順治九年（1652年）登進士，歷任兵部侍郎，有《宛在轩诗集》。